# Тиа (XIX династия)
Тиа или Тийа (егип. Ṯj3) — древнеегипетская принцесса XIX династии, дочь Сети I, сестра Рамсеса II.

## Происхождение
Тиа была дочерью фараона Сети I и царицы Туи, (старшей) сестрой Рамсеса II. Упоминания Тии появляются на памятниках, начиная с правления Рамсеса.
Тиа вышла замуж за чиновника с тем же именем Тиа. У супругов родились две дочери — Мутметдженнефер и другая, чьё имя не сохранилось. Они изображены в гробнице своих родителей в Саккаре.

## Биография
Принцесса Тиа родилась в правление Хоремхеба, до восшествия её деда Парамессу (позже Рамсеса I) на трон. Возможно, её назвали в честь бабки Ситры или некой женщины Тиа, названной матерью Сети. Её единственным известным братом был фараон Рамсес; младшей сестрой или племянницей — Хенутмира.
Появившись на свет без титула «дочь фараона», Тиа стала одной из немногих принцесс в истории Египта, которая вышла замуж вне королевской семьи. Её муж, придворный писец по имени Тиа был сыном высокопоставленного чиновника Амонвахсу. Сын Тиа по имени Амонвахсу был наставником Рамсеса и занимал важные посты позже в его царствование — был казначеем и смотрителем скота Амона. Принцесса Тиа, как и другие знатные дамы, носила титулы, свидетельствующие об участии в религиозных церемониях: «Певица Хатхор», «Певица Ра в Гелиополе», «Певица Амона, великого в своей славе».
Супруги Тиа и Тиа изображены на каменном блоке с царицей Туей (в наши дни хранится в музее Торонто). Другой блок из Чикаго показывает мужа Тиа с его отцом Амонвахсу, фараоном Сети I и наследником (будущим Рамсесом II).

## Гробница
Супруги Тиа и Тиа похоронены в Саккаре, в небольшой гробнице между гробницей Майя и нецарской гробницей Хоремхеба. Их гробницу обнаружил Джеффри Т. Мартин.